# Collégiale Saint-Lazare d'Avallon
Pour les articles homonymes, voir Église Saint-Lazare.
La collégiale Saint-Lazare d'Avallon est une ancienne collégiale située à Avallon en Bourgogne. Son architecture est romane et son portail date du XIIe siècle. Elle est consacrée à saint Lazare.

## Histoire de la Collégiale
L'édifice est classé au titre des monuments historiques en 1840. Ce bâtiment faisait partie des institutions religieuses composées de chanoines. « On les appelait des Chapitres ou des Collégiales ».
D'origine ancienne, elle était le chef-lieu d'un archidiaconé de l'évêché d'Autun. Le comte Gérard ou Girard aurait voulu sa création. Comme il était d'usage, l'église se trouvait dans l'enceinte du château pour prévenir tout coup de force. De cette église primitive du Ve siècle, placée sous le vocable de Notre-Dame, il ne reste qu'une petite crypte retrouvée en 1861 sous le chœur.
Peu après l'an 1000, elle reçoit d'Henri le Grand, duc de Bourgogne, une relique de Saint Lazare. Elle conserve le nom de « Notre-Dame » jusqu'en 1146, avant de prendre celui de « Saint-Lazare » (on parlait de Saint-Ladre au XIVe siècle). La collégiale vit alors affluer les pèlerins en route vers Saint-Jacques de Compostelle, attirés par la relique de Saint Lazare. Elle vit également affluer les dons : les ducs de Bourgogne augmentèrent les prébendes jusqu'à vingt-quatre, les seigneurs de Chastellux, de Villarnoult, de Vésigneux firent preuve de largesses.

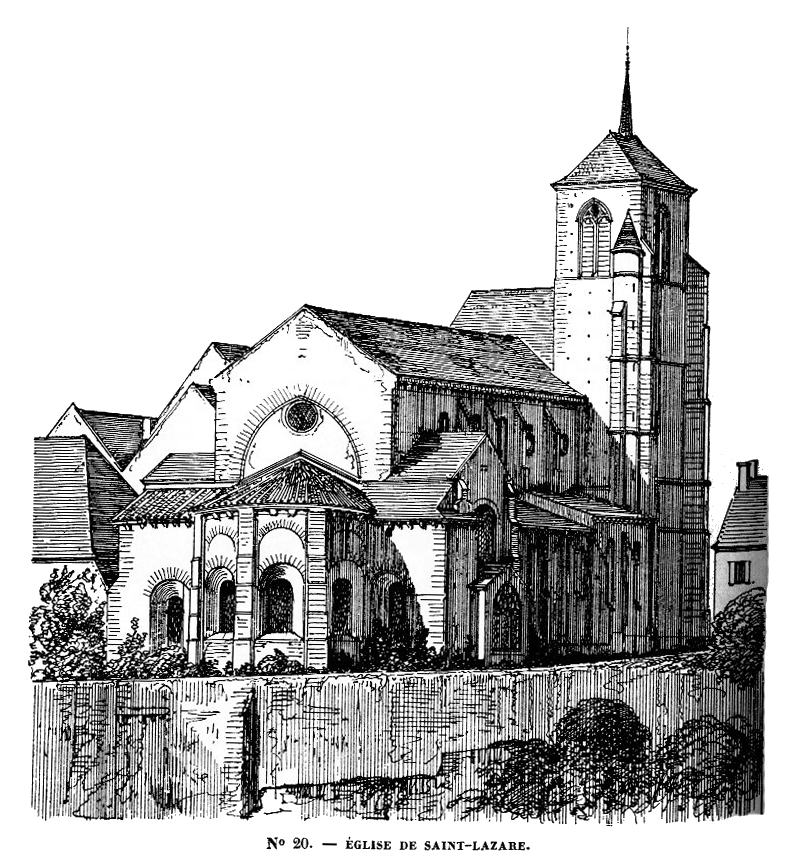
Dessin de Victor Petit (1870)

En 1080, l'édifice est reconstruit et son plan rappelle celui des anciennes basiliques. « De cette époque date le chœur voûté en quart de sphère… des arcades en plein cintre, les deux chapelles, en demi-cercle, et une partie des bas-côtés ». C'est le pape Pascal II qui vient en personne consacrer la nouvelle église en 1106.
Au XIIe siècle, l'abbaye de Cluny, dont dépendait l'église d'Avallon, fit construire une très belle façade dont ne restent que  deux portails. Sur ceux-ci, à côté des bas-reliefs et des statues colossales, on peut admirer des colonnes torses parfaites.
Des calamités naturelles vont s'abattre sur cette église : en 1589, la foudre brûle le clocher.  En 1601, le vent détruit trois des quatre clochetons de pierre. En 1633, la tempête renverse la grande tour, ainsi que le clocher, tandis que la première voûte intérieure de la nef s'effondre, remplissant le cimetière de décombres. Le chapitre de la collégiale s'efforça de relever, tant bien que mal, le haut du portail et fit édifier en 1670 la tour visible aujourd'hui.
En 1860-1865, des travaux importants de restauration ont été entrepris : déblaiement du sol, vieilles tombes replacées, installation d'un grand buffet d'orgues sculpté.

## Architecture

### L'édifice

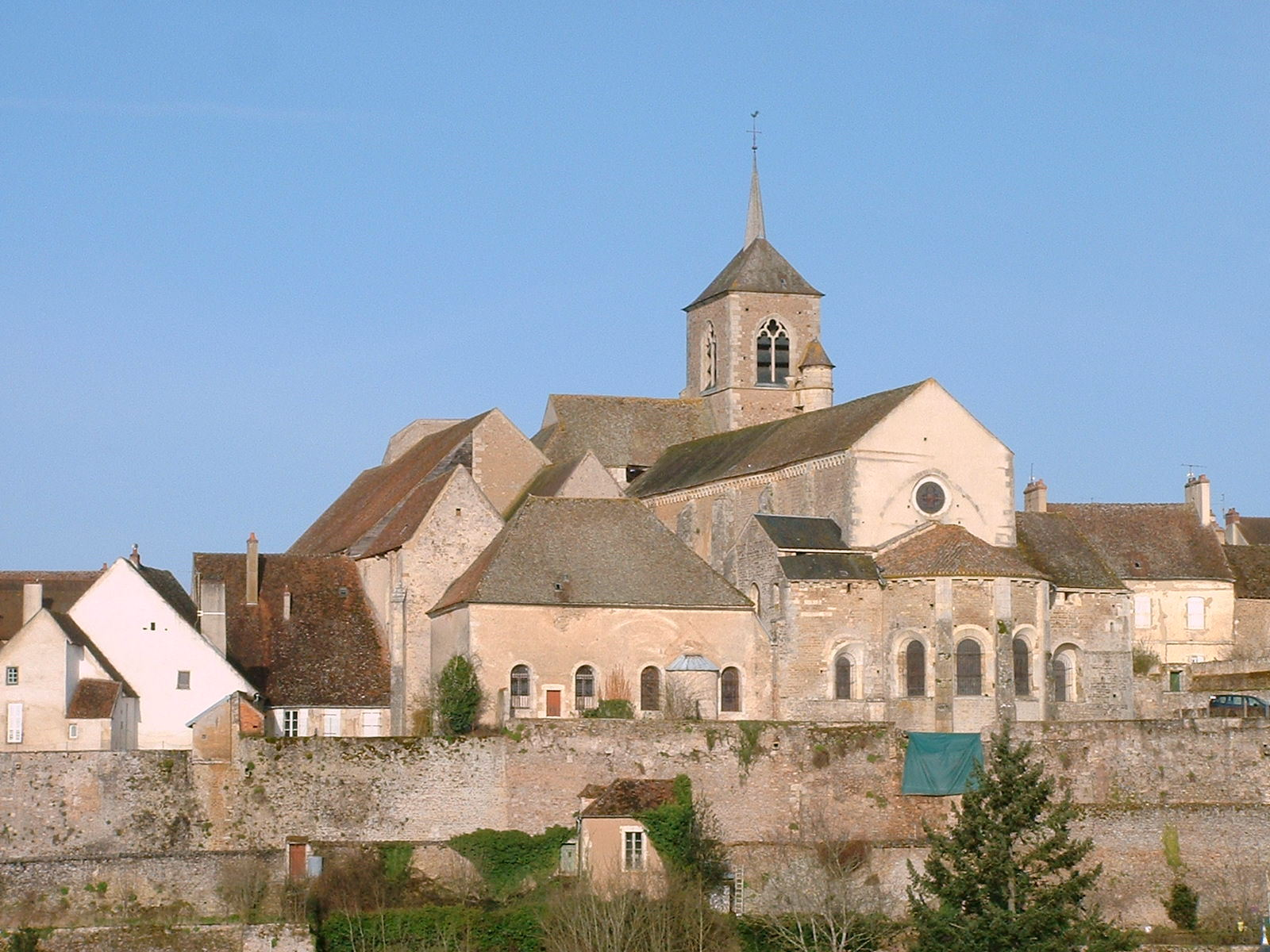
Vue du chevet depuis les Chaumes.

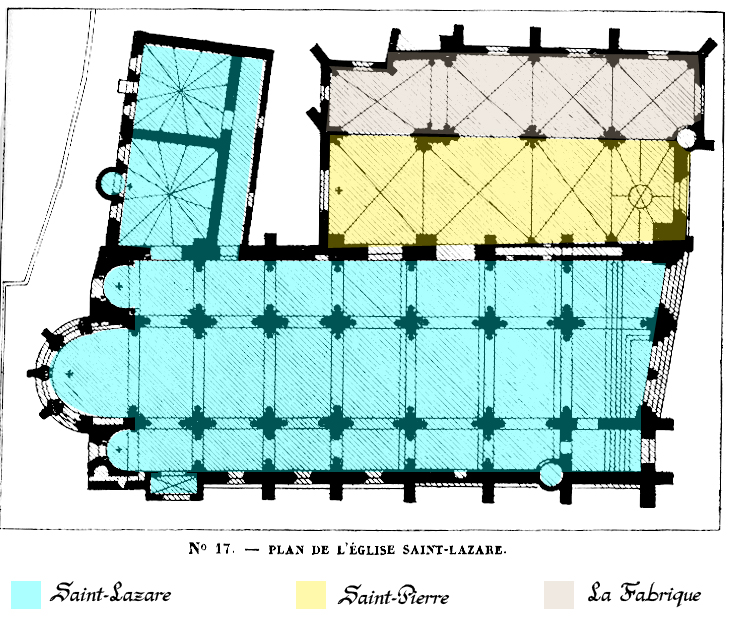
Plan de Saint-Lazare (d'après Victor Petit, 1870)

On peut reconnaître le style architectural de l'école de Bourgogne du XIIe siècle, ou école de Cluny, remarquable par l'élégance des sculptures décoratives. Victor Petit y voyait d'ailleurs le travail de « colonies d'ouvriers venus de Cluny ou d'Autun ».
La voûte en cul-de-four qui termine l'abside est caractéristique de cette période, tandis que les fresques qui l'ornent sont du XIXe siècle.
Une particularité de Saint-Lazare apparaît sur le plan : la façade n'est pas perpendiculaire à l'axe de la nef. Une autre irrégularité attend le visiteur ou le fidèle : le chœur se situe 2,50 m en dessous du portail, différence de niveau rattrapée par 17 marches et de grands paliers obliques
La chapelle à droite du chœur comporte des stalles destinées aux chanoines, elle est ornée de peintures en trompe-l'œil du XVIIIe siècle.
Dans le bas-côté sud, on peut voir une statue en pierre de saint Michel terrassant le dragon (XIVe siècle), une sculpture en pierre représentant Sainte Anne et la Vierge (fin XVe siècle), des statues en bois peint du XVIIe siècle.
Dans la tribune qui surplombe la nef, on remarque un grand buffet d'orgue sculpté en 1864.

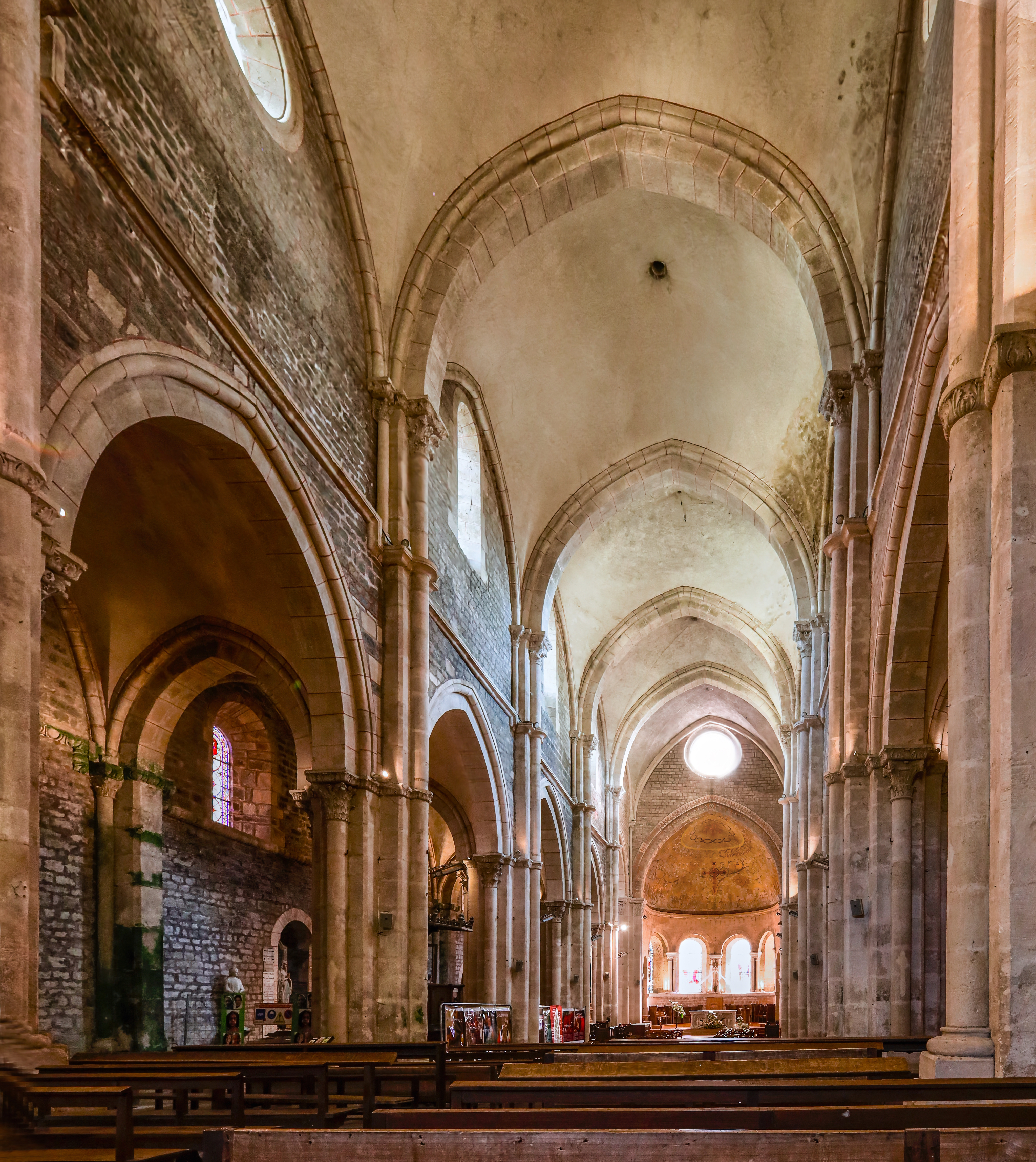
La nef et le chœur
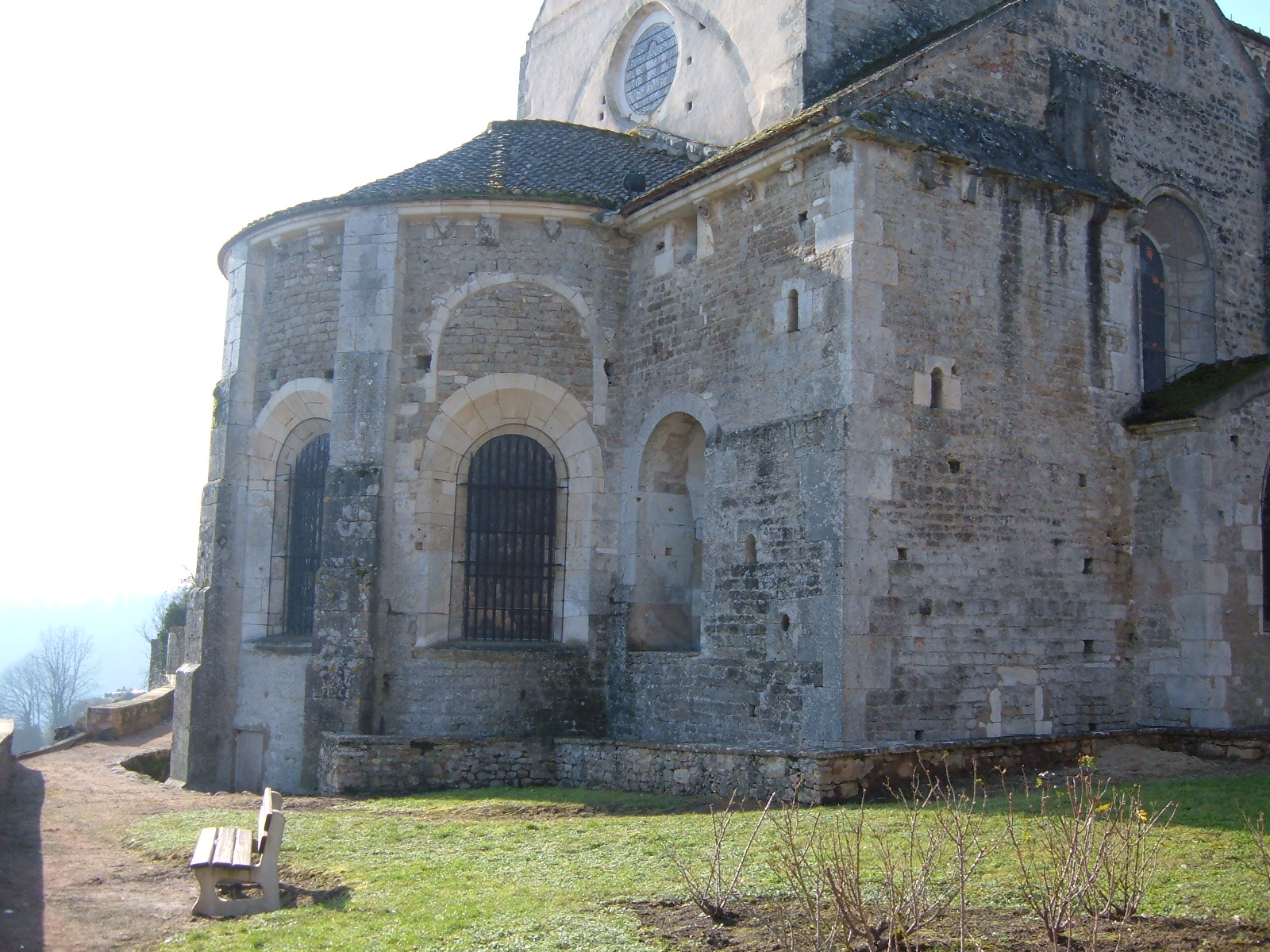
Vue du chevet.
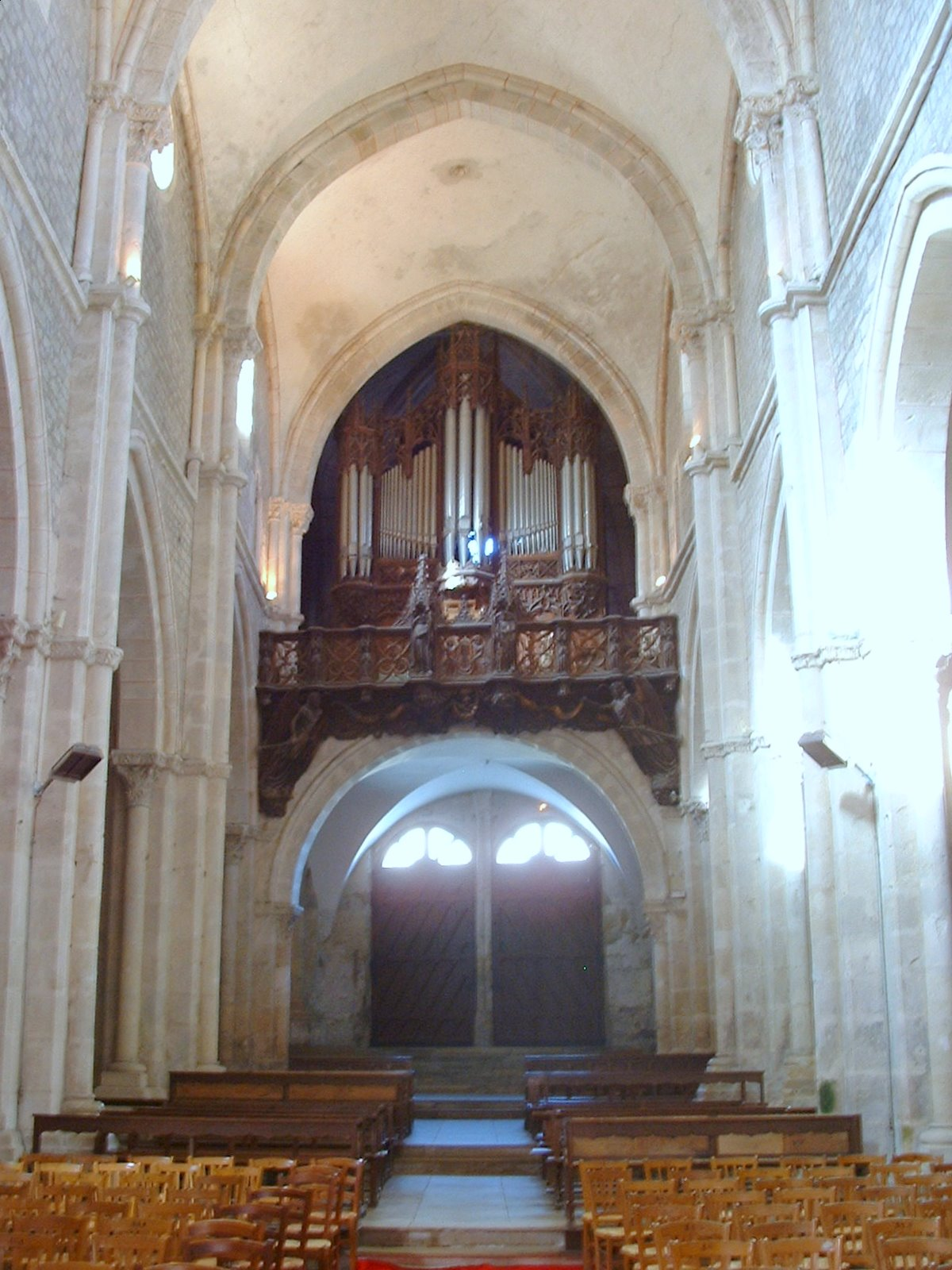
L'entrée avec la tribune et l'orgue.
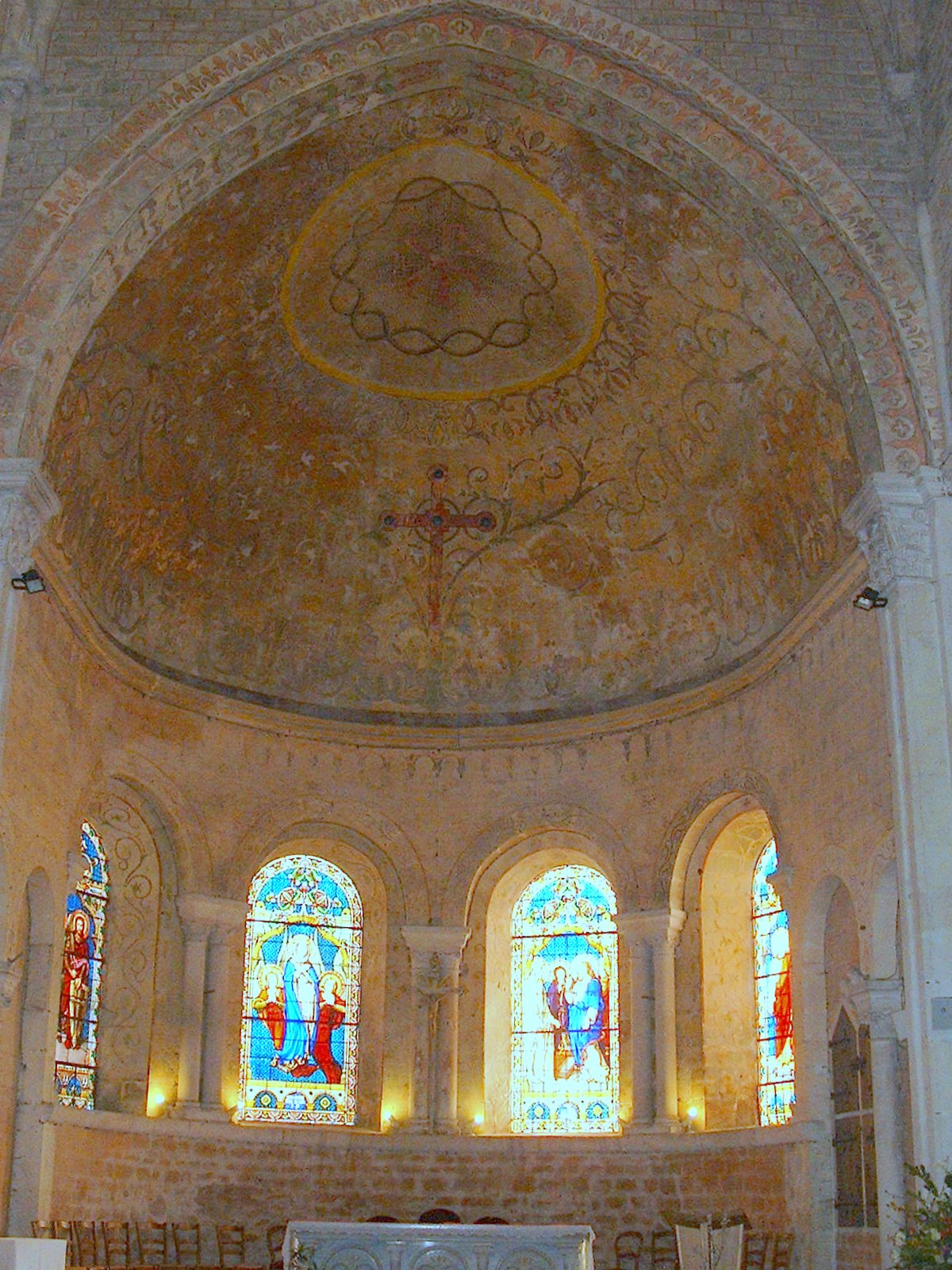
Le voûte en cul-de-four.
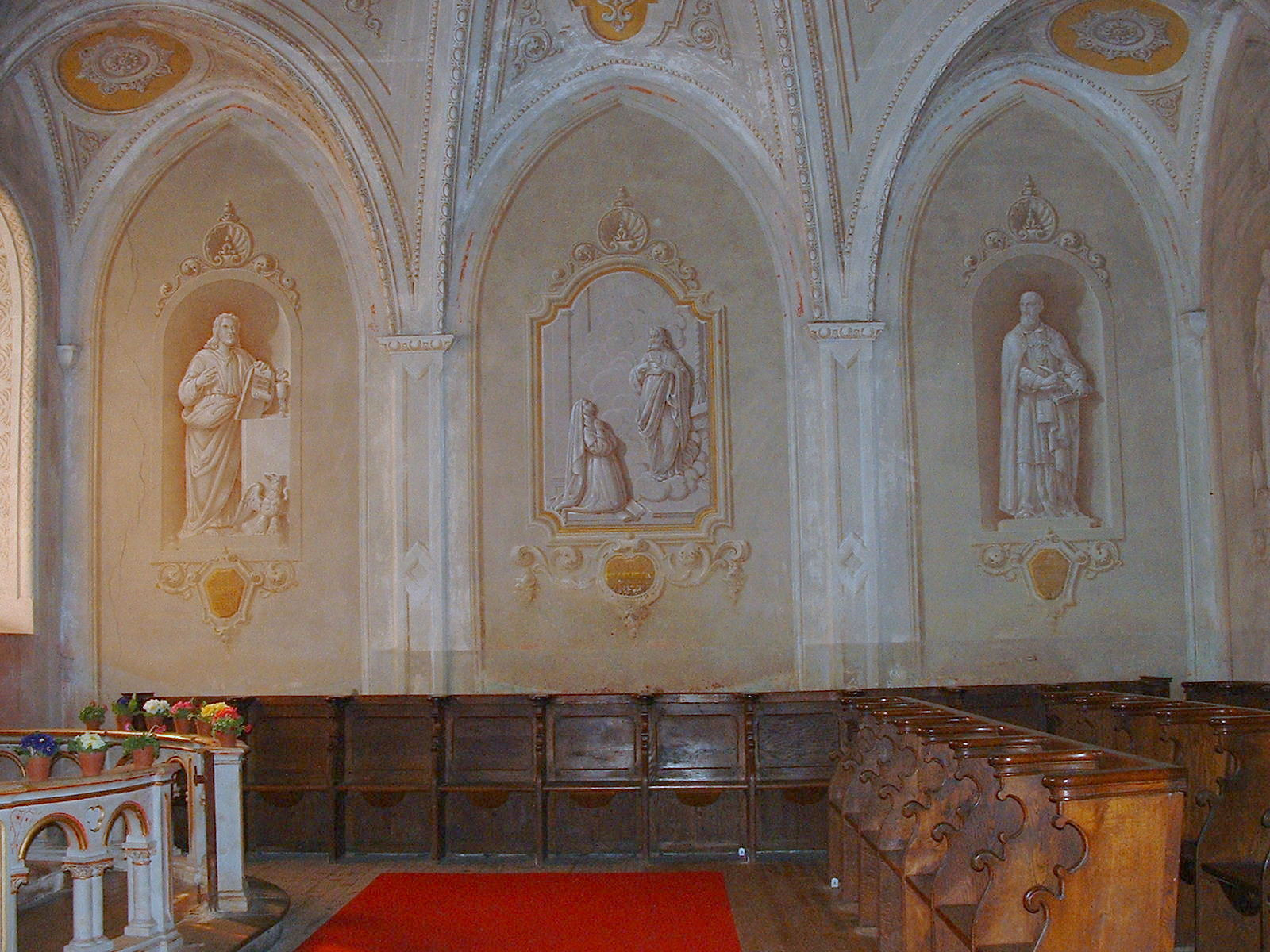
La chapelle et les peintures en trompe-l'œil.
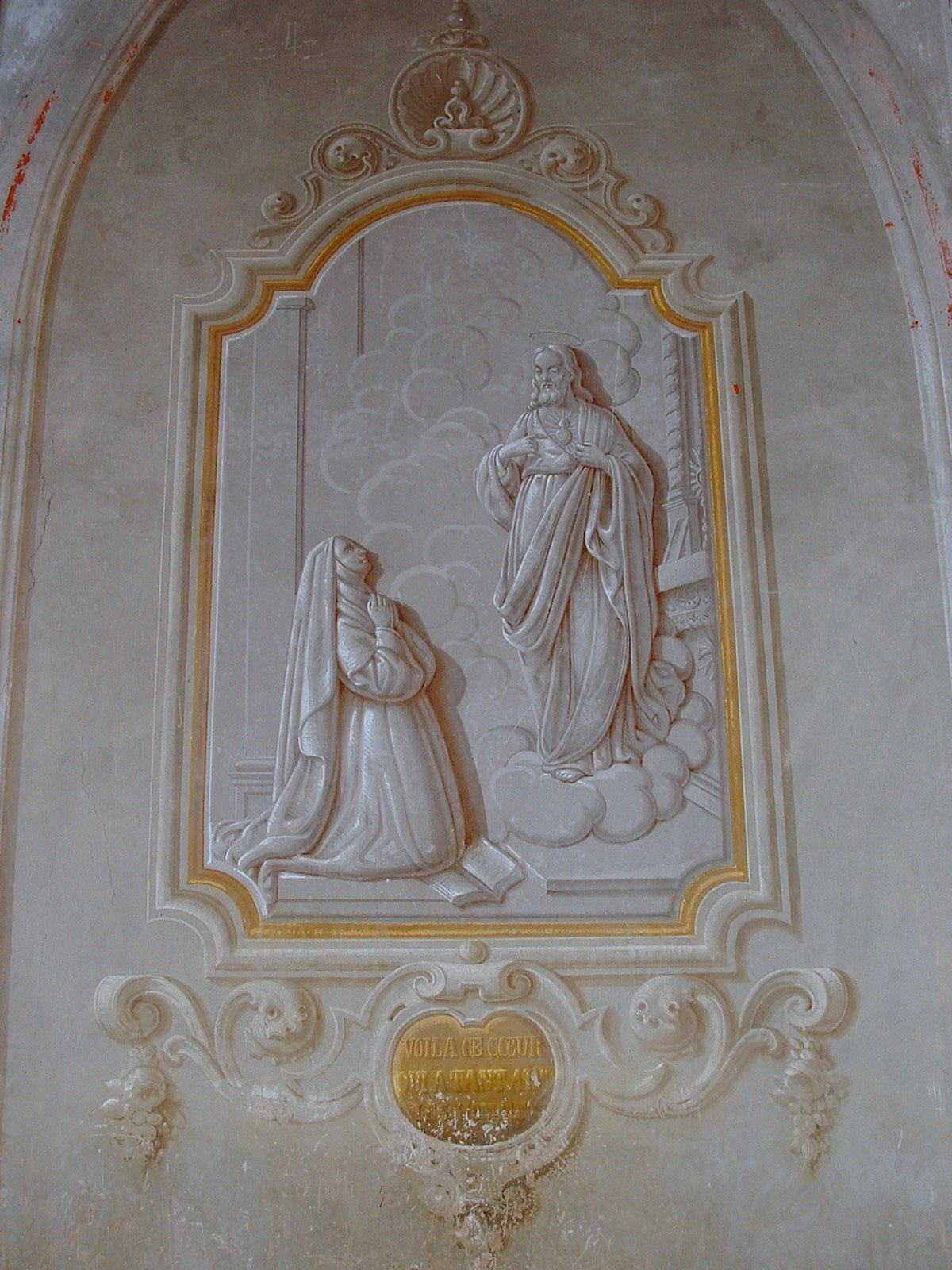
La chapelle et les peintures en trompe-l'œil.

### La façade
Il subsiste aujourd'hui deux portails, le portail Nord ayant disparu lors de la chute de la tour. L'historien Victor Petit les qualifiait en 1870 de « chefs-d'œuvre de la sculpture décorative ».
On peut notamment admirer les colonnes torses qui alternent avec les colonnes droites, les voussures à cinq cordons sculptés du grand portail et leur décor d'inspiration végétale, l'élégance des nombreuses statuettes. 

Voici ce qu'écrit l'architecte Eugène Viollet-le-Duc, qui séjourna dans l'Avallonnais en 1840 afin de restaurer la basilique de Vézelay : 

« Le portail de l'église de Saint-Lazare d'Avallon, qui est un des exemples les plus remarquables de l'architecture fleurie du XIIe siècle, possède des colonnettes à pans, torses, taillées avec une rare perfection dans un seul morceau de pierre. L'imagination des derniers architectes romans va très-loin dans l'ornementation des colonnettes, et jusqu'à leur donner l'apparence d'un corps élastique, flexible. Sur les ébraiements de cette même porte de Saint-Lazare d'Avallon, nous voyons un fût de colonnette torse qui présente un réseau de cordelettes. »

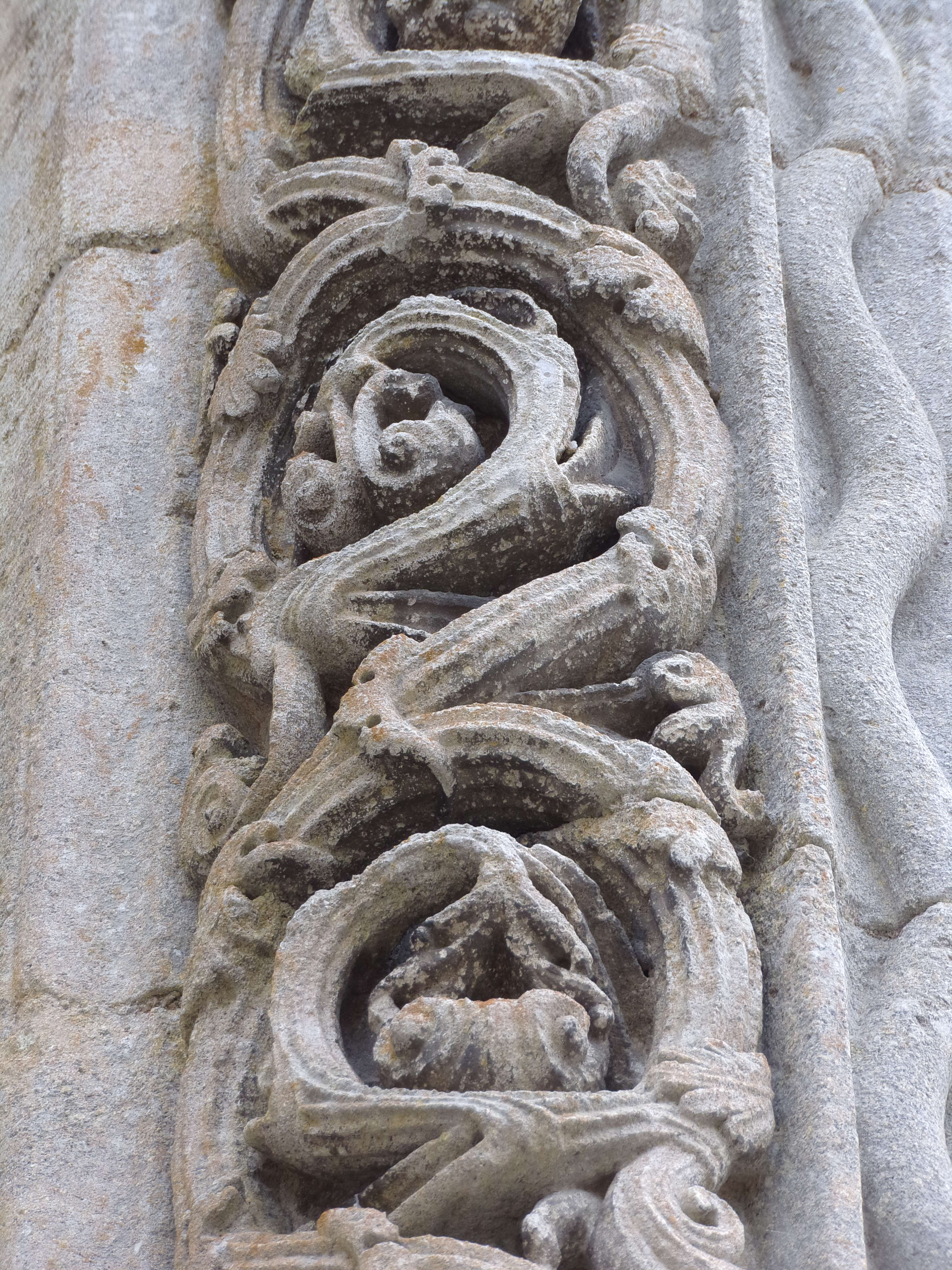
Détail du portail Ouest.

Une grande statue-colonne du XIIe siècle, haute d'environ 2 mètres, est visible sur le jambage de droite du grand portail. Avec ses fines draperies de pierre, elle représente un prophète et provient de l'ancien portail. Depuis le XVIIe siècle, elle avait été placée comme meneau dans les abat-son de la tour, elle fut descendue en 1907.
Un moulage du grand portail est présenté dans l'aile Est du palais de Chaillot qui abrite la Galerie des moulages du Musée des monuments français, ouvert au public depuis le 19 septembre 2007.
Le petit portail, qui fut fermé probablement vers la fin du XVIe siècle, est surmonté d'un linteau et d'un tympan dont les sculptures ont beaucoup souffert : abîmées par les intempéries, mutilées lors de la Révolution française.
La plus grande partie du parvis actuel était occupée par le cimetière paroissial, supprimé en 1724.
|                                                             |
| Parvis de la collégiale par Georges-Louis Arlaud vers 1925. |

|                                                                    |
| Façade ouest et parvis de la collégiale depuis le jardin Schiever. |

|                          |
| Parvis de la collégiale. |

|                                                |
| Portail de la façade ouest en 1919 par Gossin. |

|                                                      |
| Grand portail de la façade ouest en 1919 par Gossin. |

|                                                      |
| Petit portail de la façade ouest en 1919 par Gossin. |

|                                                             |
| Porche de la façade ouest en 1925 par Georges-Louis Arlaud. |

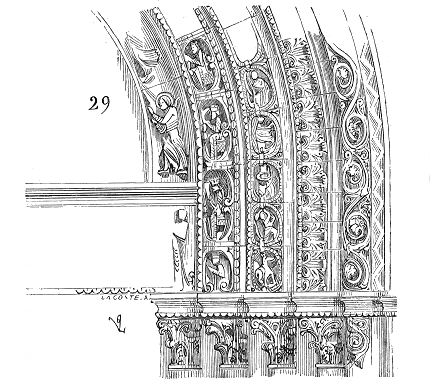
Dessin d'Eugène Viollet-le-Duc (1856)
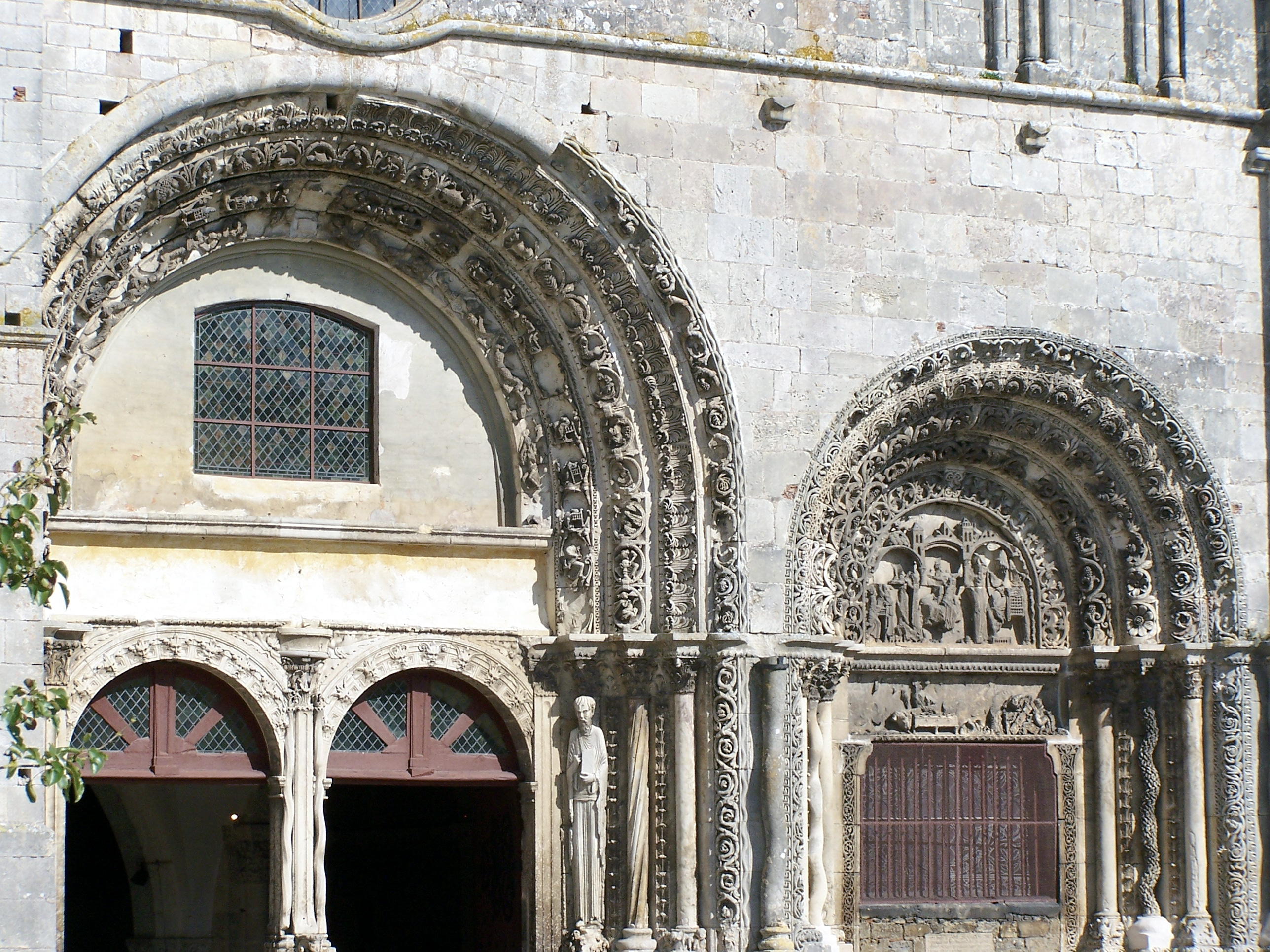
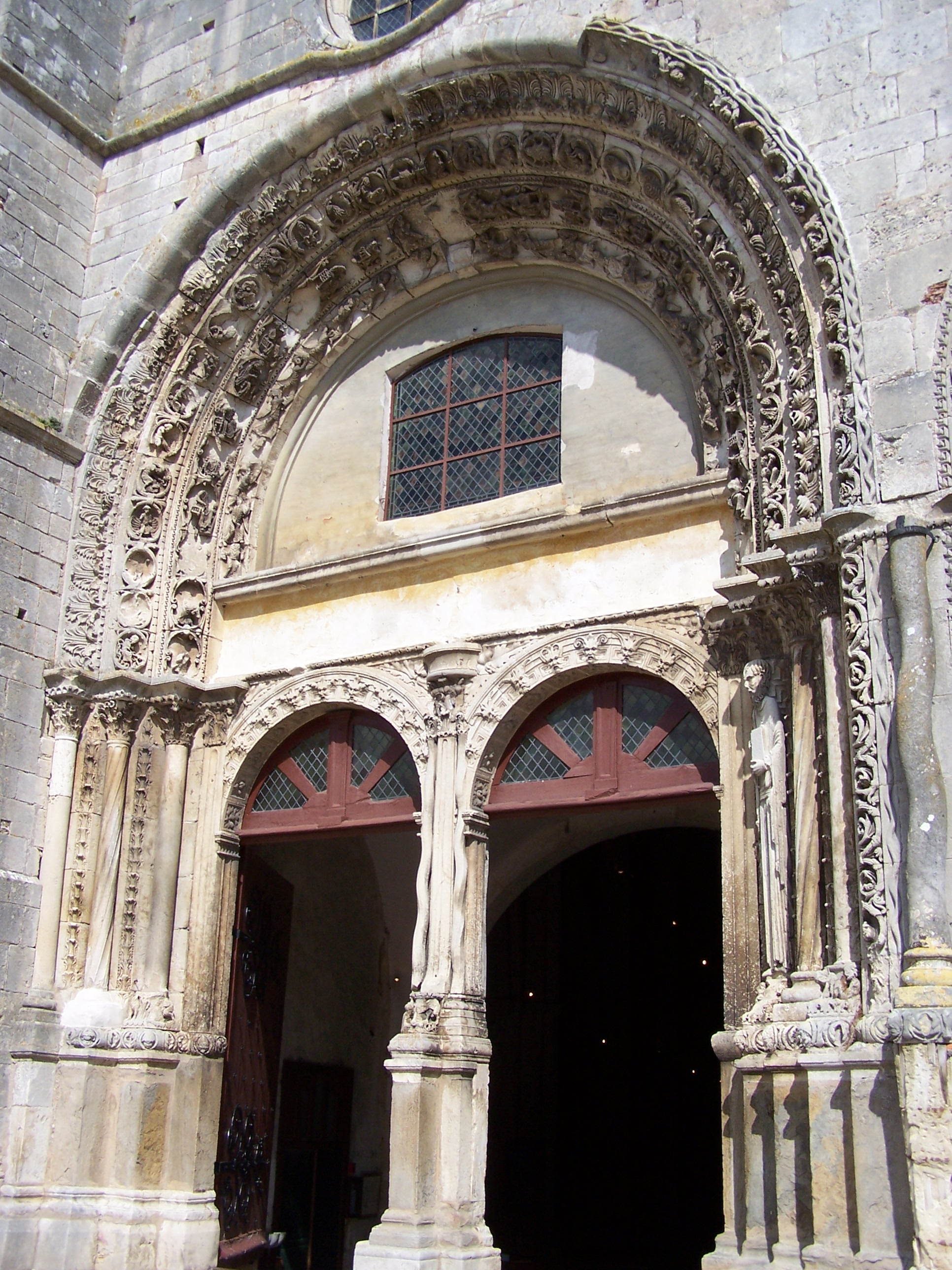
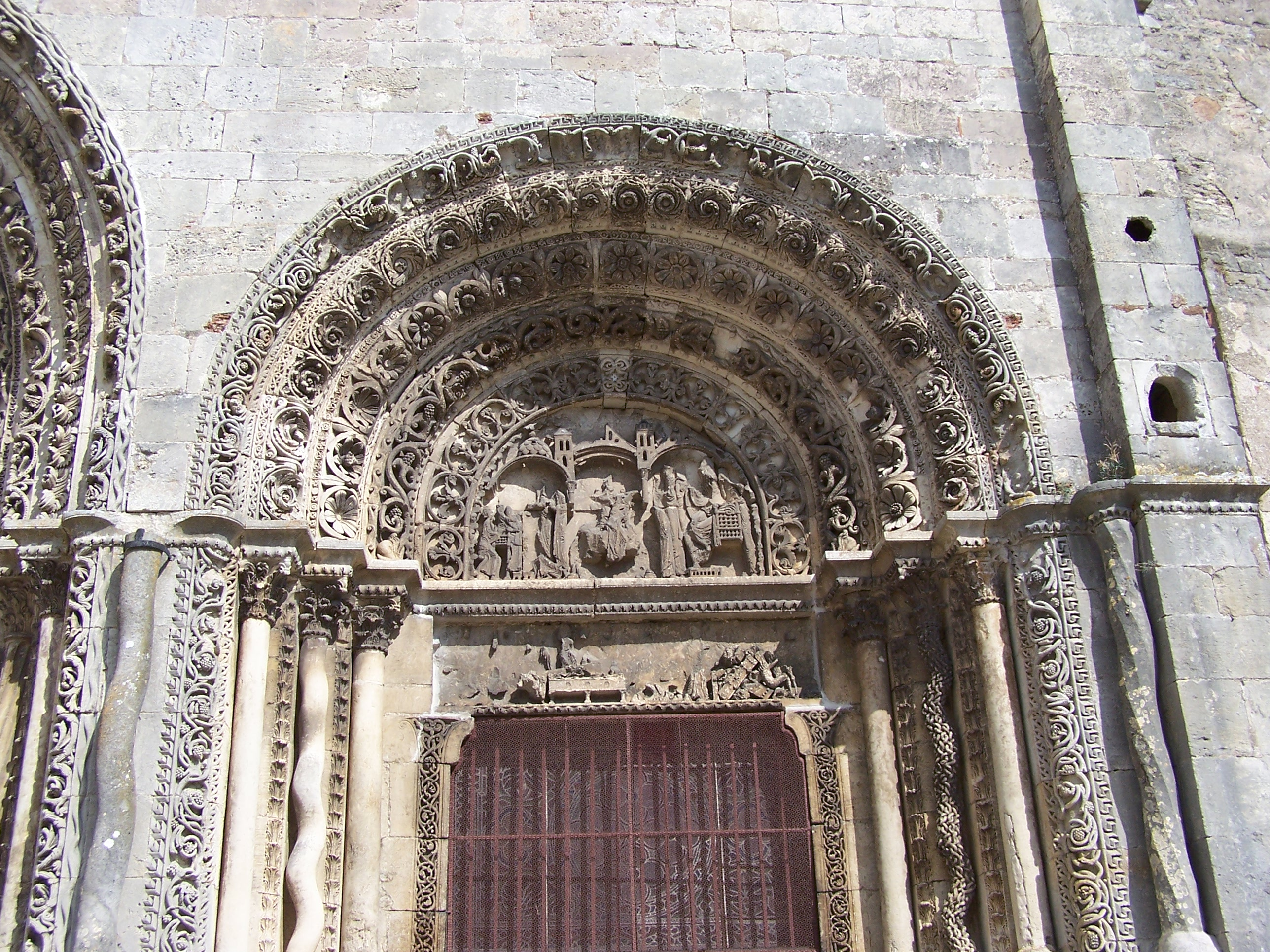
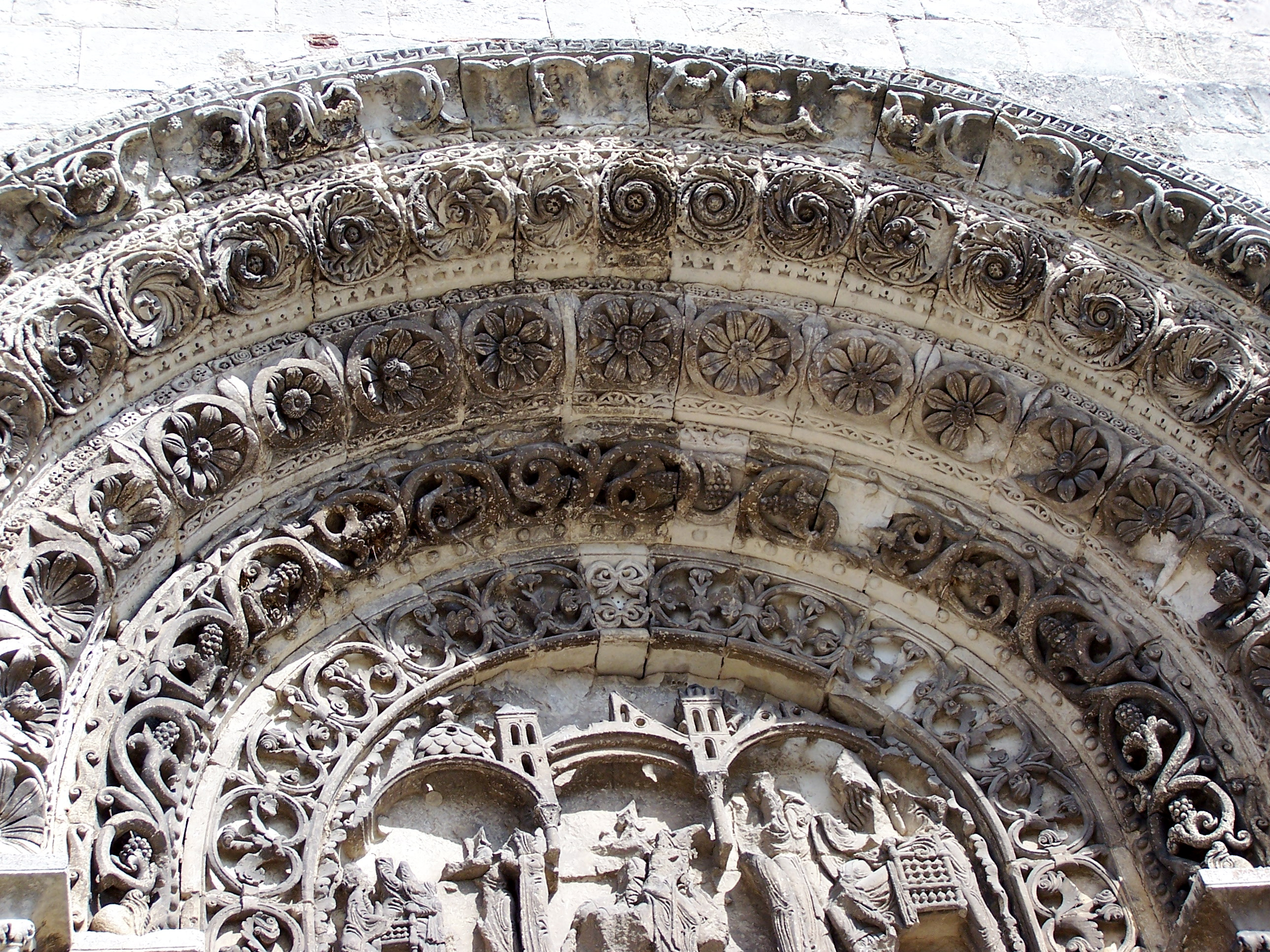
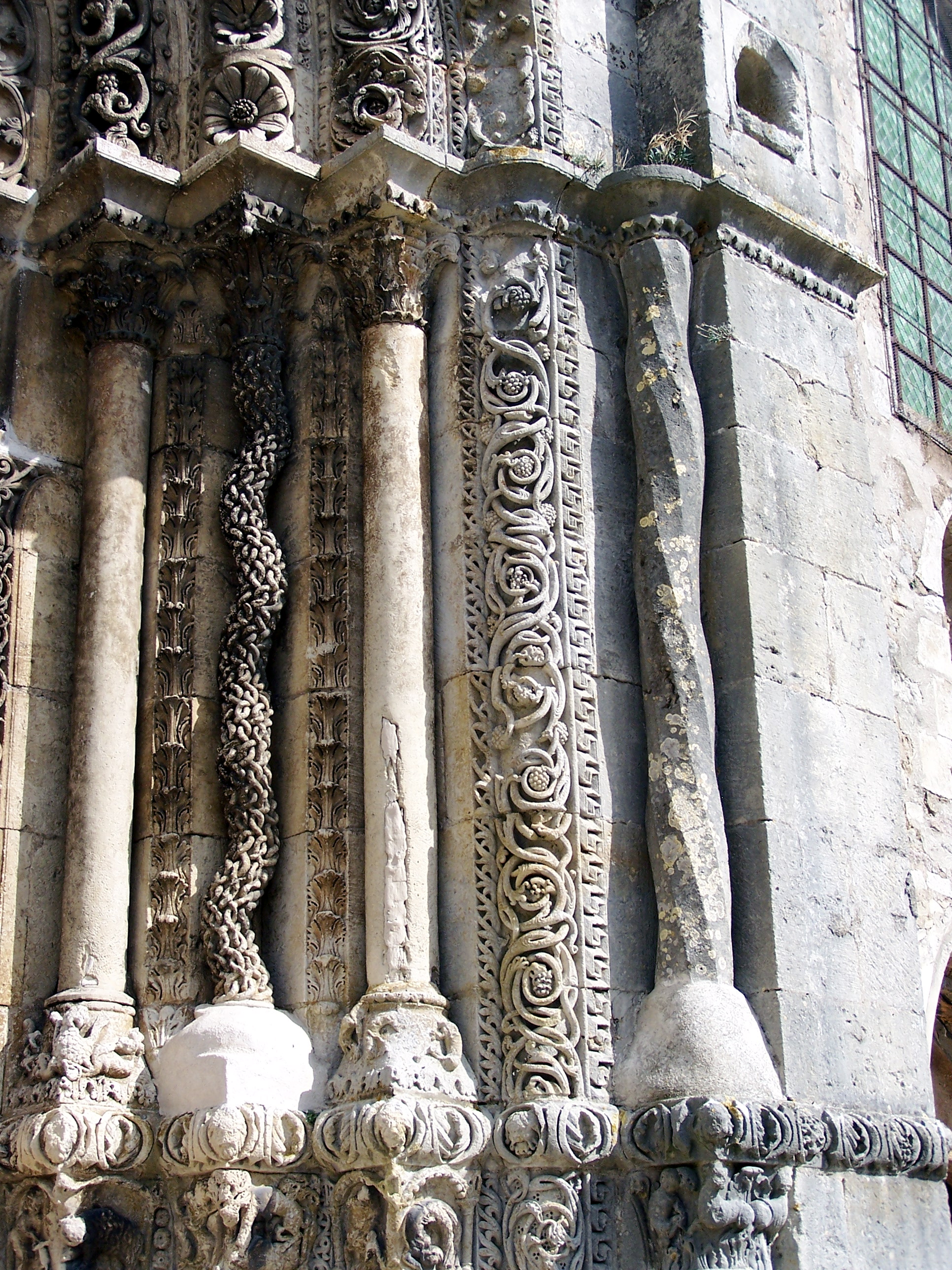
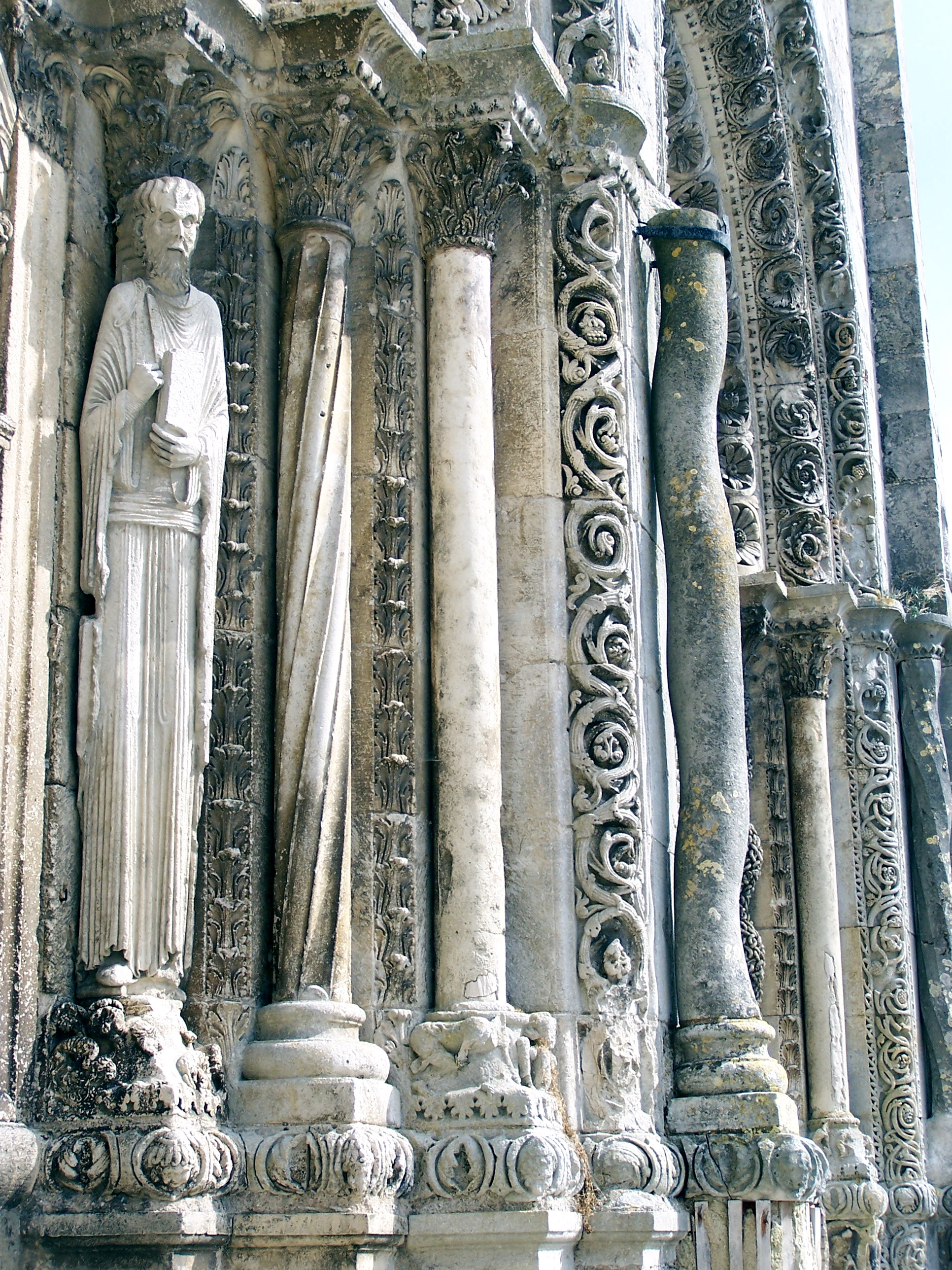
Statue du XIIe siècle représentant un prophète
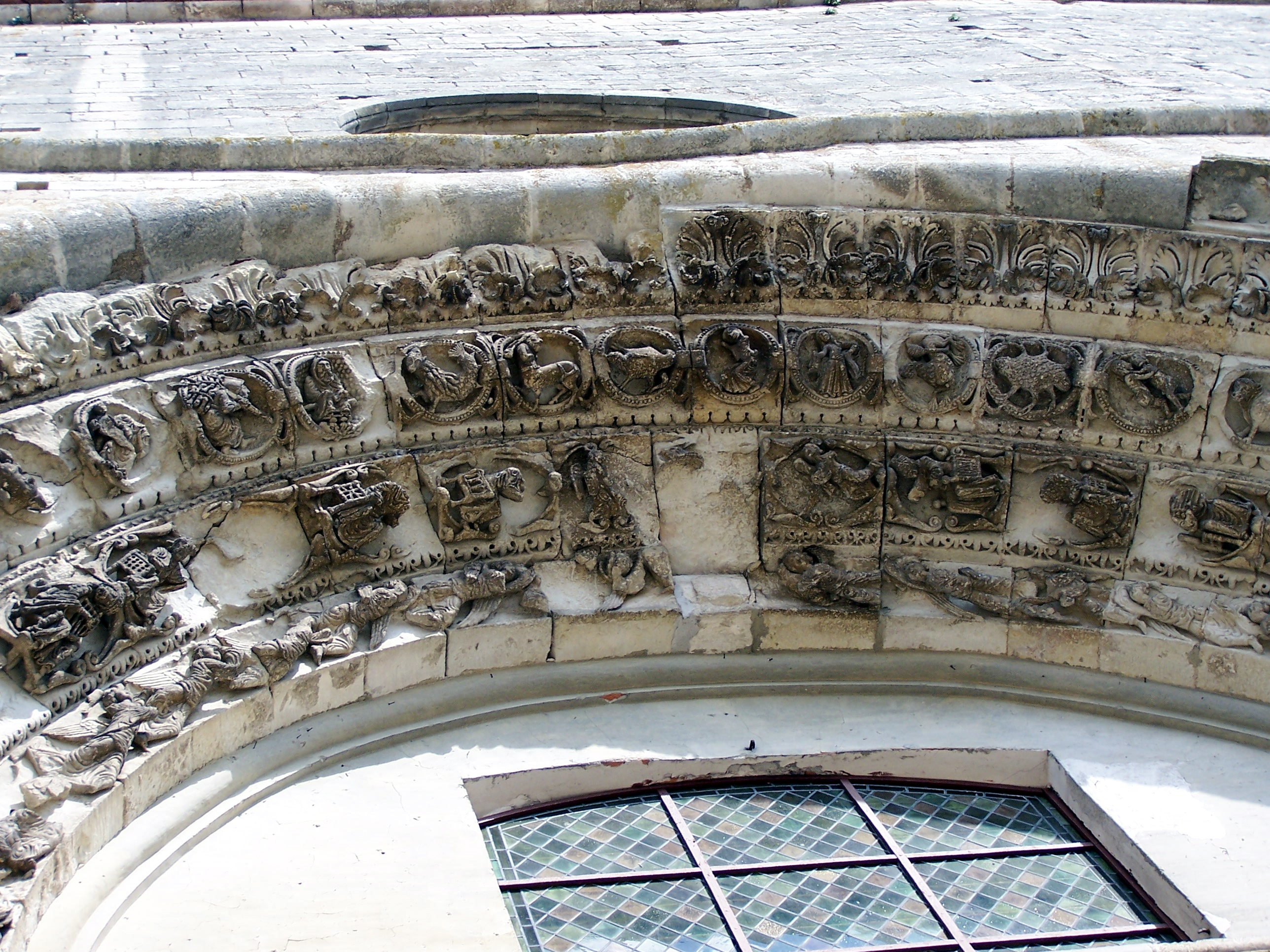
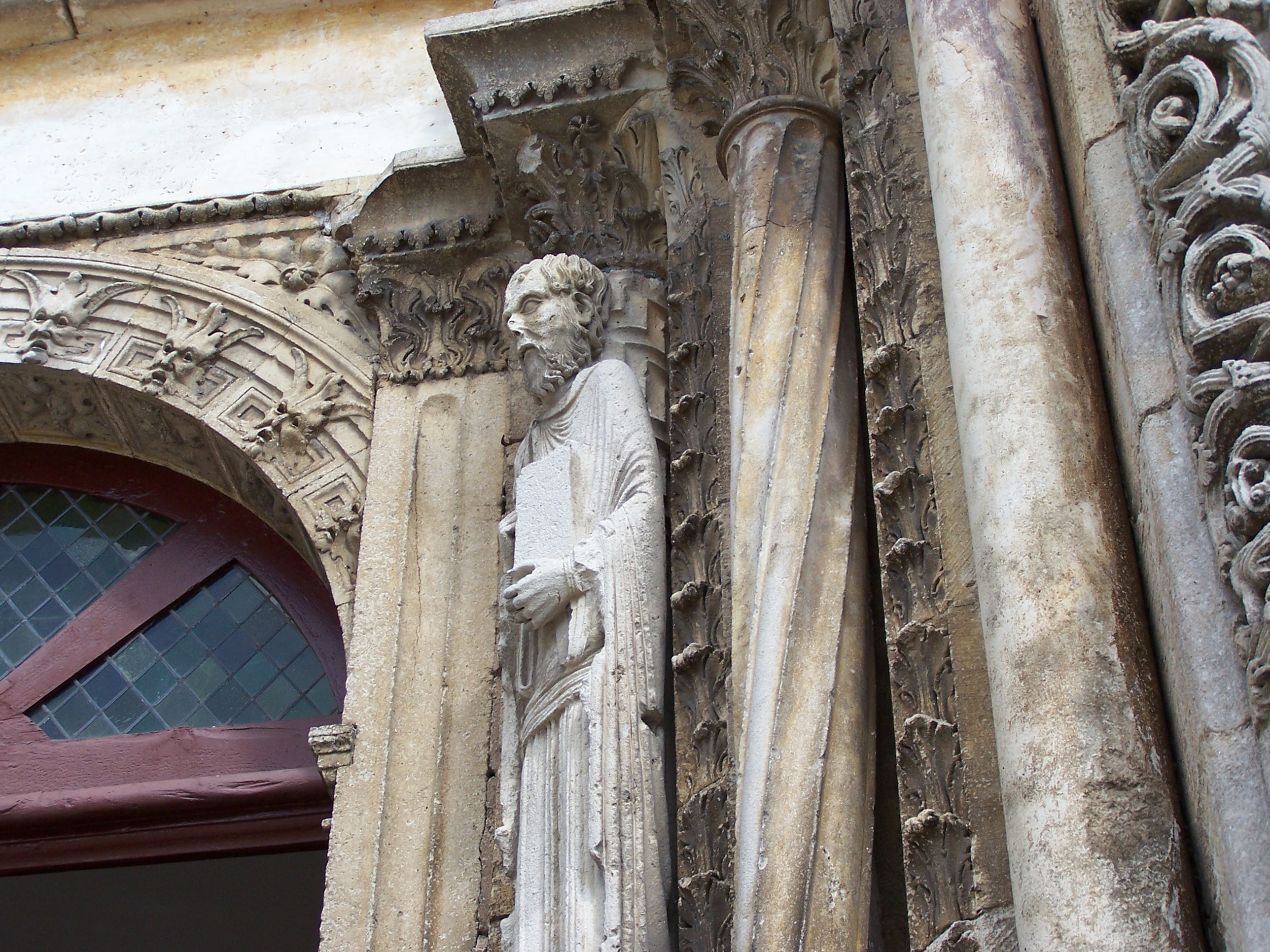

## La salle Saint-Pierre

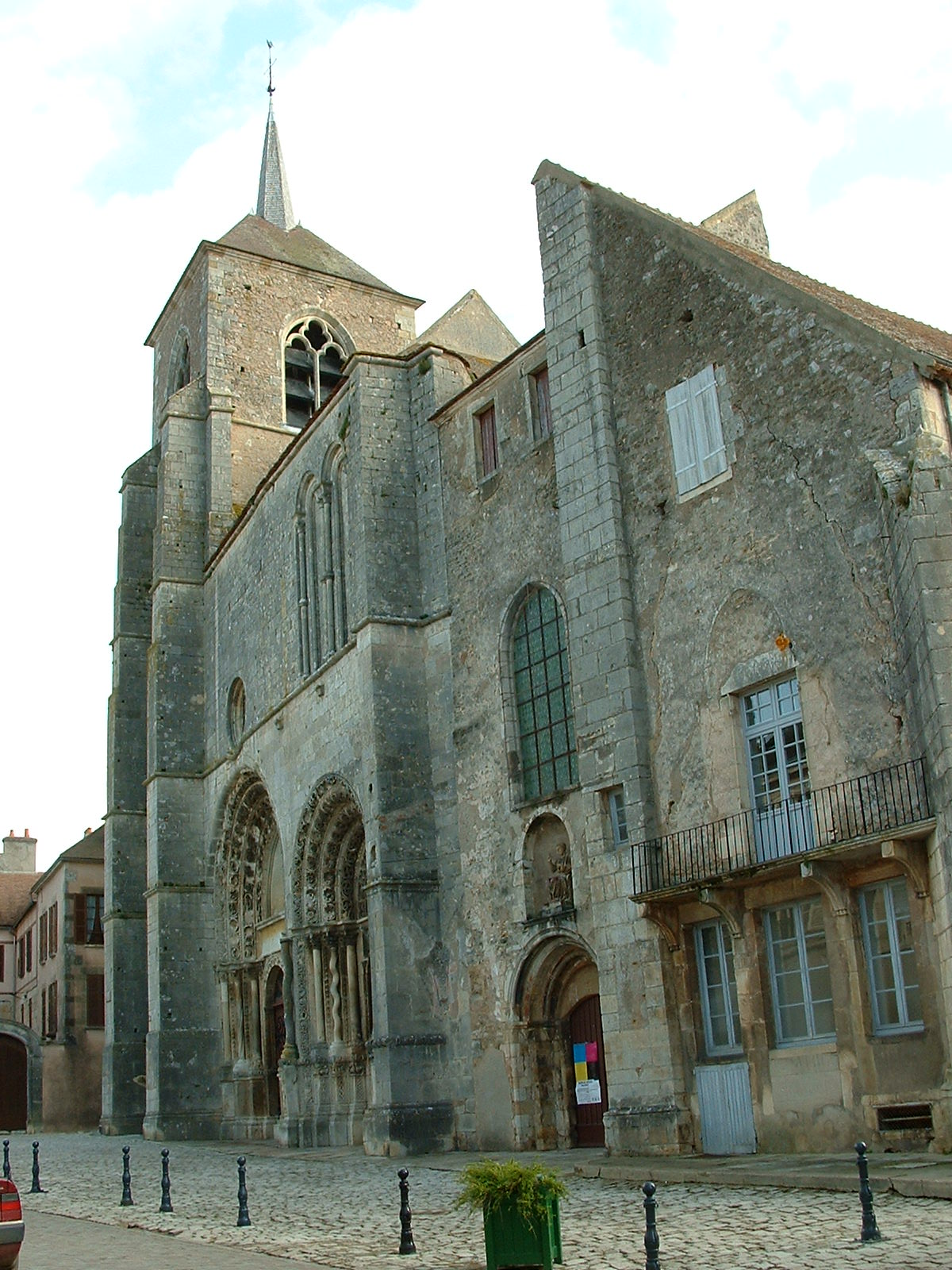
De gauche à droite : Saint-Lazare, la salle Saint-Pierre, la Fabrique

Sur la droite de l'église Saint-Lazare est accolé un bâtiment, vestige de l'ancienne église Saint-Pierre qui servit d'église paroissiale jusqu'à la Révolution.
Il s'agit d'une grande salle voûtée, divisée en deux nefs par des colonnes centrales. Elle fut reconstruite à la fin du XVe siècle sur les piliers d'une très ancienne église. Un mur fut ensuite édifié, séparant les deux nefs : celle proche de Saint-Lazare devenant une chapelle, tandis que l'autre nef était propriété de la Fabrique.
Le bâtiment abrite maintenant des expositions temporaires, après avoir servi au XIXe siècle d'école et de pensionnat. Les artistes Gérard Titus-Carmel, SylC, Éric Michel ou encore Dominique Albertelli ont notamment exposés en ce lieu.
L'église Saint-Pierre possédait un clocher, renversé en 1633 en même temps que celui de Saint-Lazare, qui n'a pas été reconstruit.

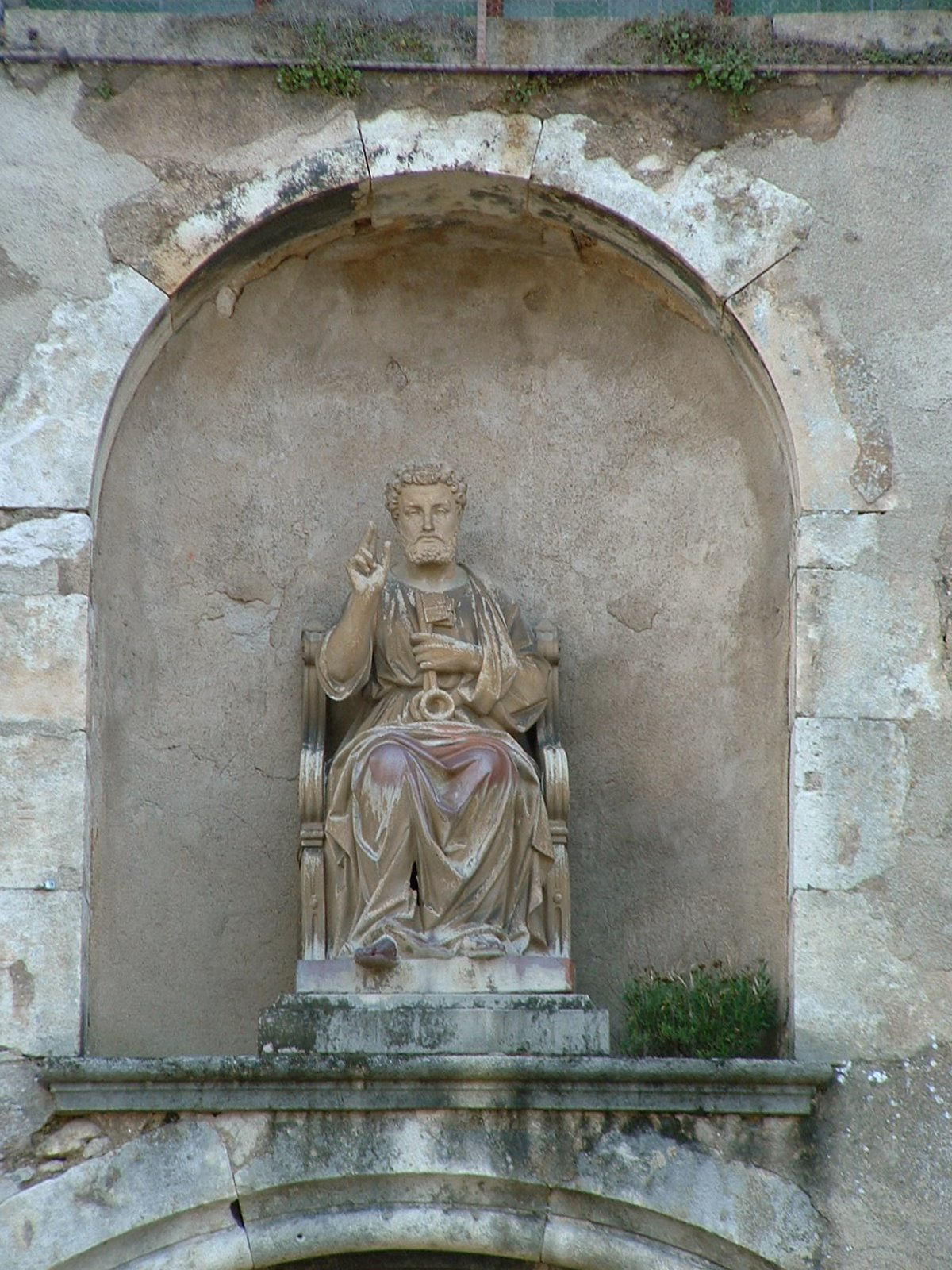
la statue de Saint-Pierre sur la façade
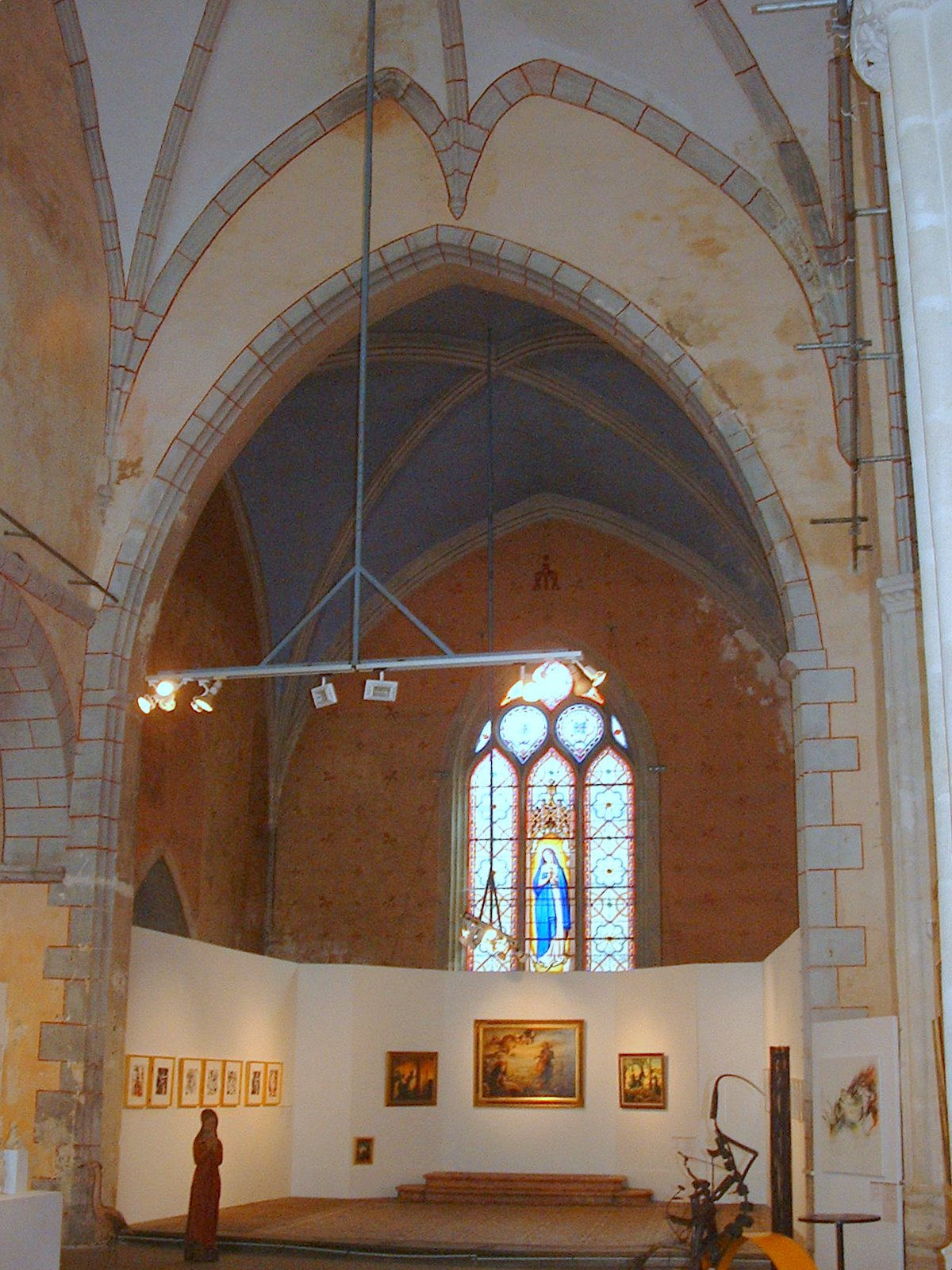
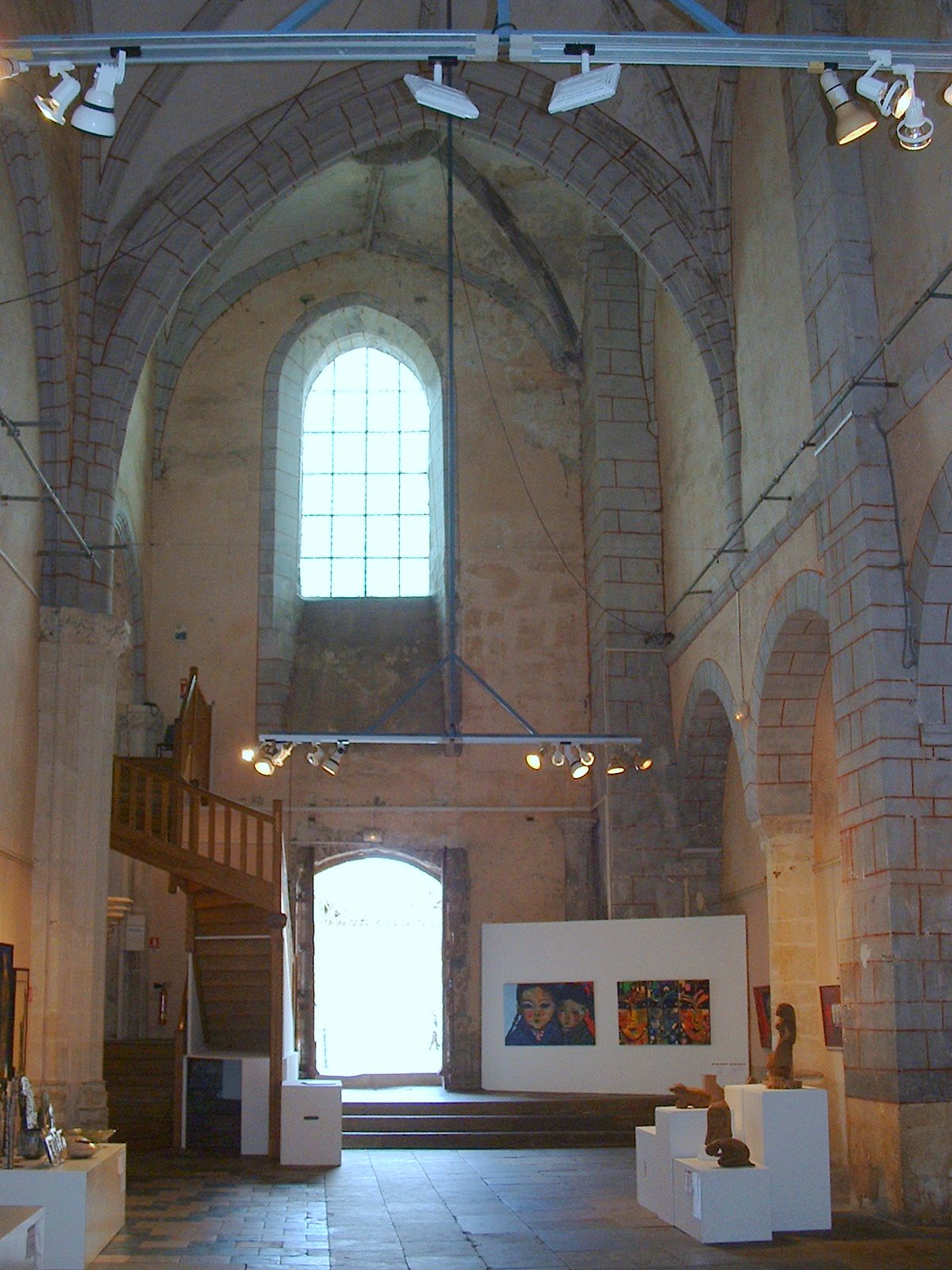